# Homer Alone
"Homer Alone" är avsnitt 15 från säsong tre av Simpsons. Avsnittet sändes på Fox i USA den 6 februari 1992. I avsnittet får Marge ett utbrott och åker ensam till ett spa för att koppla av.  Bart och Lisa får bo hos Patty och Selma medan Maggie bor hemma med Homer. Avsnittet skrevs av David M. Stern och regisserades av Mark Kirkland. Stern fick idén efter att han upptäckte att nästan alla avsnitt handlar om Bart och Homer. Manuset skrevs delvis om efter bordsläsningen. Titeln är en referens till Ensam hemma. "Homer Alone" innehåller referens till Gråben och Hjulben, Thelma & Louise, MacGyver och  Baby Come Back. Avsnittet fick en Nielsen ratings på 14.2 och var det mest sedda på Fox under veckan. Phil Hartman gästskådespelar som Troy McClure.

## Handling
En dag blir Marge stressad av alla sysslor hon gör för sin familj. När hon kör bil över en bro under en av sina ärenden lyssnar hon på radion där de ringer ett bus-samtal till en man. Detta ger henne en idé och hon stannar bilen mitt på bron och blockerar trafiken. Polisen försöker övertyga henne att flytta bilen men lyckas inte. Efter att Homer får reda på vad Marge har gjort åker han till bron och övertalar henne att gå ur bilen och hon grips av polisen. Många kvinnor sympatiserar med Marge och Borgmästare Quimby tvingar polisen att släppa henne för att öka sin popularitet.
Marge bestämmer sig för att ta en semester på ett spa som heter Rancho Relaxo. Homer vill inte det men accepterar hennes beslut. Bart och Lisa får under tiden bo hos sina mostrar, Patty, Selma och Maggie får vara hemma med Homer. Marge får sin välbehövliga vila medan resten av familjen har svårt att anpassa sig till ett liv utan henne. Homer känner sig ensam och tar inte hand om Maggie så bra och Bart och Lisa gillar inte att de bor med sina mostrar.
Maggie saknar sin mor och rymmer och börjar leta efter henne. Homer och Barney börjar leta efter henne. Marge är på väg hem och han har inte hittat Maggie då polisen ringer honom och berättar att de hittat henne utanför en glassbutik och några minuter innan Marge kommer hem åker Homer och hämtar Maggie, Bart och Lisa. De åker sen och möter Marge på järnvägsstationen. På natten sover hela familjen i samma säng och Marge säger att hon vill att familjen hjälper henne med hushållssysslorna och de lovar att de kommer att göra det.

## Produktion
"Homer Alone" skrevs av David M. Stern. Han fick idén efter att han insåg att nästan alla avsnitt handlade om Bart och Homer så han vill göra ett avsnitt där Marge får ett sammanbrott. James L. Brooks accepterade idén. Efter bordsläsningen bestämde man att Marge skulle åka till spa istället för att jobba med att få tillbaka sin uppgift som en bra mamma eftersom den idén inte passade. Efter att de bestämde att Marge skulle på spa lät de göra en film med Troy McClure som fick spelas av Phil Hartman. Titeln är en referens till Ensam hemma. Avsnittet regisserades av Mark Kirkland. På järnvägsstationen ser man regissören Jim Reardon. Susie Dietter arbetade i avsnittet som assisterande regissör och animinerade fler av scenerna med mostrarna, Bart och Lisa. I en scen då Homer sjunger för Maggie försökte de rita så att Homer såg full ut utan att man märker det.

## Kulturella referenser
I början blir Bart jagad av Homer som en referens till Gråben och Hjulben. Bakgrunden i scenen är en referens till Hanna-Barbera Productions bakgrundsanimering. Då Marge är i fängelset är det en referens till Arizona Junior. Sången som spelas då Homer ringer efter hjälp att hitta Maggie är "Baby Come Back". En av filmerna de visar på spat är Thelma & Louise. Avsnittet är det första som innehåller en referens till Patty och Selmas kärlek för MacGyver.

## Mottagande
Avsnittet fick en Nielsen ratings på 14,2 och sågs av 13,08 miljoner hushåll och hamnade på plats 25 över mest sedda program under veckan, vilket var mer än säsongens genomsnitt som var plats 37. Avsnittet var det mest sedda på Fox under veckan. I boken I Can't Believe It's a Bigger and Better Updated Unofficial Simpsons Guide har Warren Martyn och Adrian Wood skrivit att efter de första minuterna handlar avsnittet mindre om Marge än familjens beroende av henne. Bart och Lisas tid hos Patty och Selma är underbar men idén att Homer tappar bort Maggie och försöker hitta henne innan Marge får reda på det är de bästa scenerna. Hos DVD Movie Guide har Colin Jacobson sagt att avsnittet är likt mycket andra avsnittet eftersom den visar Homer som en dålig pappa igen men de hanterar Marges liv i ett nytt perspektiv och det är roligt att se hur Patty och Selma lever, de är som en annan serie. Nate Meyers från Digitally Obsessed gav avsnittet betyg tre av fem eftersom avsnittet visar det som redan är uppenbart att Marge håller ihop familjen. Det är underhållande att se Homer då han kämpar med föräldraskapet, men detta sker på bekostnad av alla de andra avsnitt denna säsong som visar att han är en bra pappa. Det är ändå roligt att se Marges liv från en ny vinkel. Les Claypool gav sitt hus namnet "Rancho Relaxo" från avsnittet.